# Iso-Kongas
Iso-Kongas är en sjö i kommunen Pudasjärvi i landskapet Norra Österbotten i Finland. Arean är 34 hektar och strandlinjen är 3,07 kilometer lång. Sjön  ingår i Ijo älvs huvudavrinningsområde.   Den ligger omkring 80 kilometer öster om Uleåborg och omkring 580 kilometer norr om Helsingfors. 